# Peter Galle
Peter Galle var en svensk skarprättare i Västerbotten. Han avrättade tjuven Olof från Bygdeå 1699.
Han omnämns i domboken för Torne Lappmark efter att beställt en rentransport från Jukkasjärvi till Torneå år 1700, för att utföra arbete.
Galle var bosatt i Piteå vid skarprättargärdet.